# Ennomos brunneata
Ennomos brunneata là một loài bướm đêm trong họ Geometridae.